# Streltsí

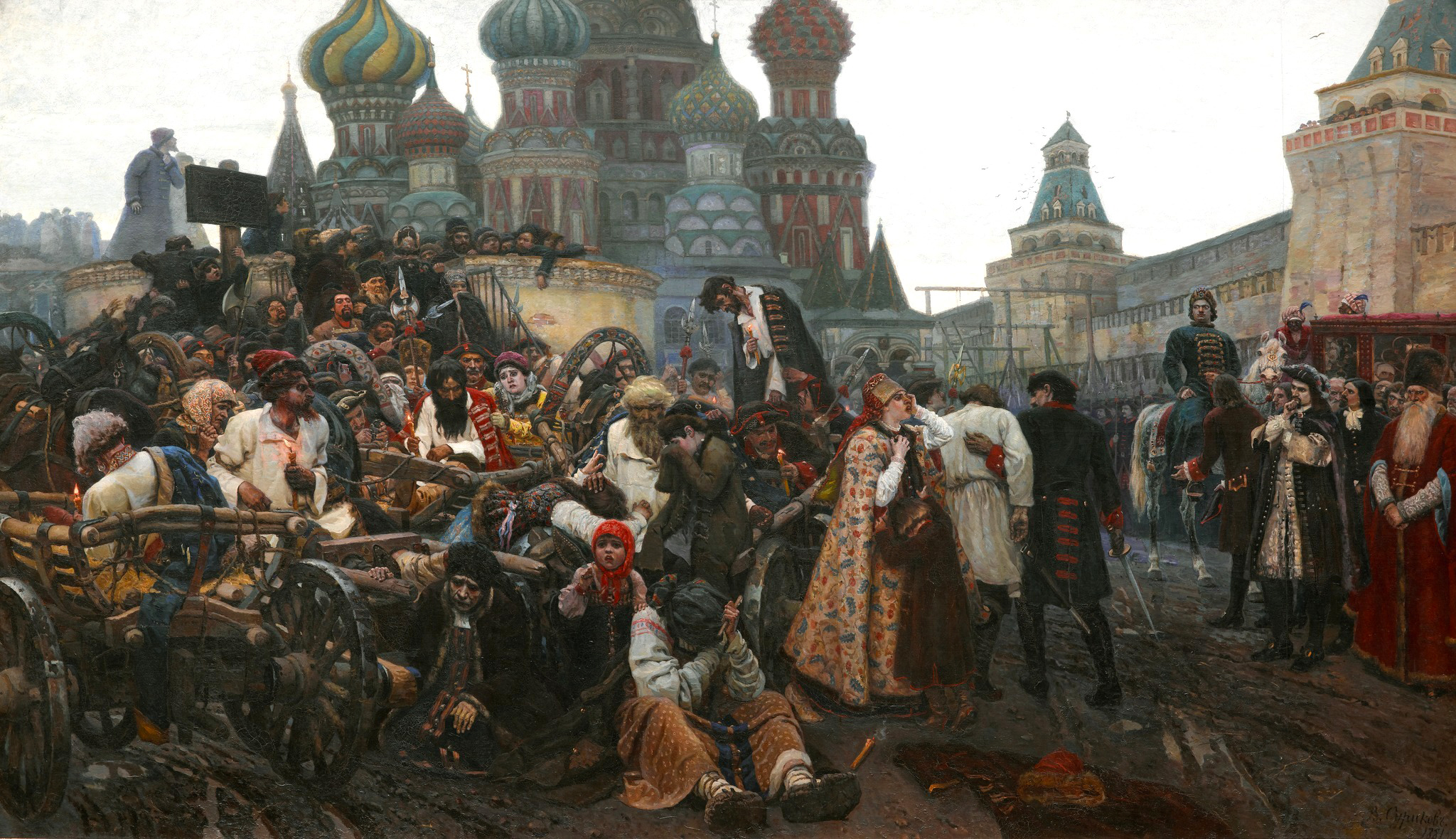
Ejecución de los Streltsí tras la fallida rebelión de 1698. Óleo de Vasili Súrikov, 1881.

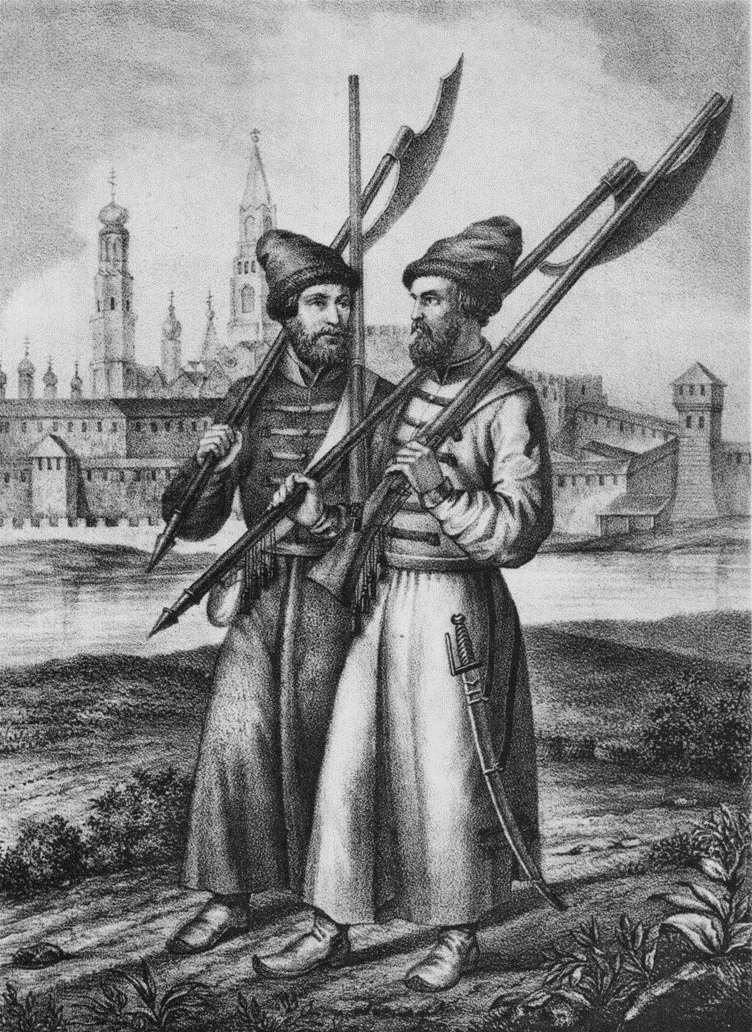
Streltsí, 1674

Los streltsí (en ruso стрельцы; también llamados "streltzí" o, en singular, "streléts") eran un antiguo cuerpo militar ruso, creado en 1550 durante el reinado de Iván IV "el Terrible". Su equipamiento constaba de arcabuz y bardiche. Los streltsí recibían terrenos en pago a sus servicios. 
Durante el siglo XVI se convirtieron en un cuerpo de élite y ganaron influencia en la corte rusa, llegando a ser una versión rusa de la guardia pretoriana romana. Se rebelaron en dos ocasiones: en 1682 (la llamada Jovánschina), cuando la zarevna Sofía los convenció para apoyar a su hermano Iván contra su hermanastro Pedro (el futuro Pedro el Grande), y en otra ocasión en el año 1698 (Revuelta de los Streltsí de 1698), también contra el zar Pedro. Durante esta última rebelión, el zar se encontraba fuera de Moscú. Cuando Pedro regresó, castigó duramente a los streltsí, llegando a cortar personalmente las cabezas de algunos de ellos. En 1698 los streltsí desaparecieron finalmente.
- Datos: Q860413
- Multimedia: Streltsy / Q860413